# Udea alpinalis
Udea alpinalis is een vlinder uit de familie van de grasmotten (Crambidae), uit de onderfamilie van de Spilomelinae. De wetenschappelijke naam van deze soort is voor het eerst voorgesteld als Pyralis alpinalis door Michael Denis en Ignaz Schiffermüller in een publicatie uit 1775.

## Verspreiding
De soort komt voor in Oost- en Zuid-Europa waaronder Duitsland, Polen, Tsjechië, Slowakije, Frankrijk, Zwitserland, Liechtenstein, Oostenrijk, Spanje, Italië, Slovenië, Kroatië, Bosnië en Herzegovina, Servië, Noord-Macedonië, Albanië, Roemenië en Zuidwest-Rusland.

## Waardplanten
De rups leeft op:
- Apiaceae
  - Chaerophyllum aureum
- Asteraceae
  - Senecio ovatus
  - Artemisia spec.
  - Rhaponticum scariosum
- Gentianaceae
  - Gentiana asclepiadea
- Melanthiaceae
  - Veratrum album
- Ranunculaceae
  - Ranunculus aconitifolius
- Rosaceae
  - Aruncus dioicus